# Panhard 178
Samochód pancerny Panhard  AMD 178, oznaczenie niemieckie P 204 (f) – francuski samochód pancerny z okresu II wojny światowej.

## Historia
W 1933 roku we francuskiej firmie Societe de Constructions Mecaniques Panhard et Levassor w Paryżu zbudowano prototyp rozpoznawczego samochodu pancernego, uzbrojonego w działko kal. 25 mm.
Ponieważ spełniał on wymogi armii francuskiej, w 1936 roku rozpoczęto jego produkcję seryjną i został on oznaczony jako Panhard 178 (spotyka się również nazwy: Panhard et Levassor type 178, AMD-35). Produkowany był w wersji rozpoznawczej i wozu dowodzenia. 
Po zajęciu Francji przez Wehrmacht część tych samochodów (190 sztuk) przejęły wojska niemieckie. Były one także nadal produkowane dla wojsk niemieckich, otrzymały wtedy oznaczenie Panzerspähwagen P 204 (f) lub P 38 (f). Produkcję seryjną zakończono w 1944 roku, łącznie wyprodukowano 500 sztuk samochodów tego typu. 
W 1942 roku w niemieckich zakładach Gothaer Wagonfabrik w Gocie oraz Bergischen Stahlindrustrie w Remscheid około 40 samochodów pancernych P 204 (f) przystosowano do roli pojazdów szynowych, w warunkach polowych zamiana samochodu pancernego w drezynę pancerną zabierała załodze około 15 minut. Drezyny były budowane w wersji rozpoznawczej i radiowej, przy czym ta druga wersja miała charakterystyczną antenę ramową umieszczoną nad całym pojazdem. 

## Użycie
Samochody pancerne Panhard 178 zostały wprowadzone do uzbrojenia oddziałów rozpoznawczych francuskich dywizji lekkiej kawalerii (dywizje zmechanizowane). Wzięły udział w walkach w 1940 roku. W czasie tych walk część została zdobyta przez Niemców, którzy od razu zaczęli je wykorzystywać do walki.
Po zajęciu Francji przez Niemcy przejęte samochody pancerne Panhard 178 wyprowadzili do swoich oddziałów rozpoznawczych. Natomiast samochody przebudowane na drezyny były wykorzystywane w niemieckich pociągach pancernych (między innymi w BP-42), głównie na terenie ZSRR. Te samochody pancerne i drezyny używane były przez wojska niemieckie do końca II wojny światowej.
Po zakończeniu II wojny światowej używany był przez wojska francuskie w koloniach, a także znalazł się w posiadaniu Syrii oraz Włoch. W Syrii używano ich do 1964 roku.

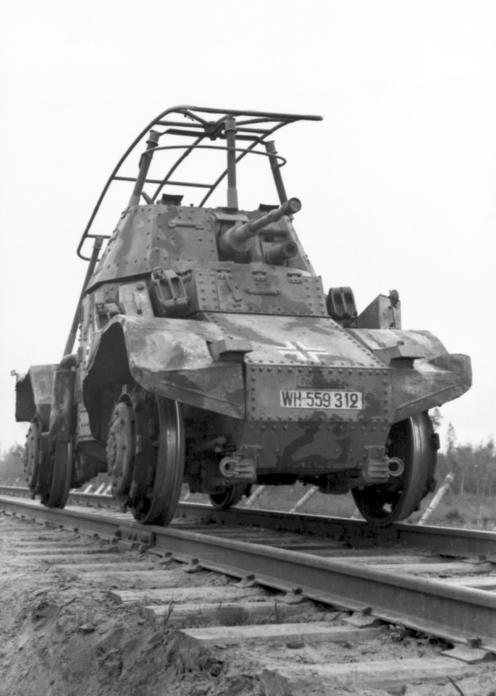
Panhard 178 przystosowany do jazdy po torach kolejowych używany przez wojska niemieckie